# Liste der österreichischen Gesandten in Bayern

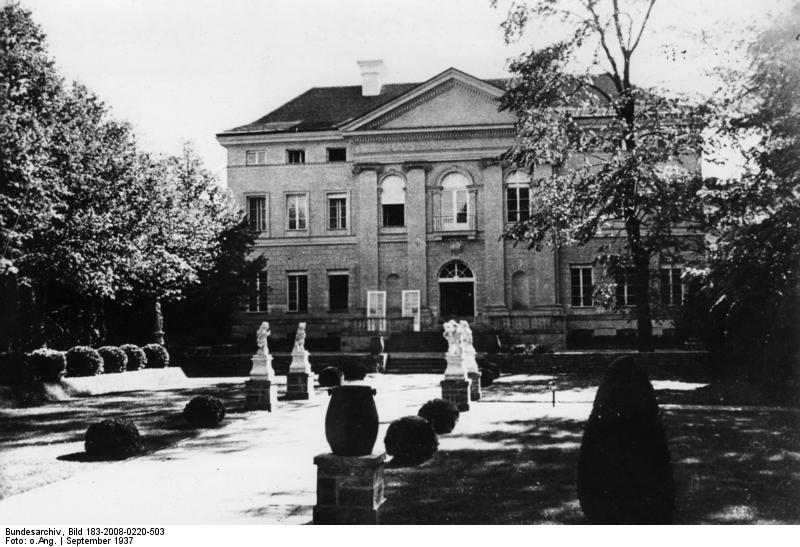
München, Königinstraße 1, Prinz-Carl-Palais von 1876 bis 1919 Sitz der k.u.k. Gesandtschaft.

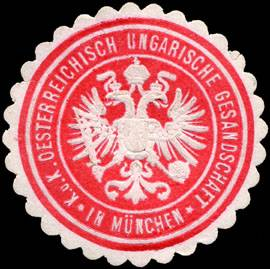
Siegelmarke der k.u.k. Gesandtschaft in München

Dies ist eine Liste der österreichischen Gesandten in Bayern.

## Geschichte
Bis 1806 stellte das habsburgische Haus Österreich die Kaiser des Heiligen Römischen Reiches, nur unterbrochen 1743–1745. Diplomatische Vertretungen der Habsburger waren zuallererst kaiserliche und repräsentierten dem Anspruch nach das ganze Reich. Während des spanischen Erbfolgekrieges wurde München von 1705 bis 1714 durch kaiserliche Truppen besetzt. Von 1867 bis 1918 war Österreich Teil von Österreich-Ungarn. Bayern war ab 1623 ein Kurfürstentum, ab Januar 1806 ein Königreich, ab 1815 Mitglied des Deutschen Bundes und ab 1871 ein Gliedstaat des Deutschen Reichs.

## Gesandte
| Ernannt / Akkreditiert | Name                                              | Bemerkungen          | ernannt von     | akkreditiert bei       | Posten verlassen |
| ---------------------- | ------------------------------------------------- | -------------------- | --------------- | ---------------------- | ---------------- |
| 1680                   | Wenzel Ferdinand Popel von Lobkowitz              | Gesandter            | Leopold I.      | Maximilian II. Emanuel | 1683             |
| 1683                   | Dominic Andreas Kaunitz                           | Gesandter            | Leopold I.      | Maximilian II. Emanuel |                  |
| 1699                   | Anton von Dietrichstein                           | Gesandter in Brüssel | Leopold I.      | Maximilian II. Emanuel |                  |
| 1702                   | Leopold Schlik zu Bassano und Weißkirchen         | Gesandter in München | Leopold I.      | Maximilian II. Emanuel |                  |
| 16. Juni 1745          | Rudolph Chotek von Chotkow                        | Gesandter            | Maria Theresia  | Maximilian III. Joseph | 6. Feb. 1749     |
| 1745                   | Posten unbesetzt                                  |                      | Maria Theresia  | Maximilian III. Joseph | 30. März 1750    |
| 30. März 1750          | Johann von Widmann                                |                      | Maria Theresia  | Maximilian III. Joseph | 9. Okt. 1756     |
| 17. Jan. 1757          | Alois von Podstatzky-Liechtenstein                |                      | Maria Theresia  | Maximilian III. Joseph | 8. Mai 1773      |
| 18. Juni 1774          | Adam Franz von Hartig                             |                      | Maria Theresia  | Maximilian III. Joseph | 21. Jan. 1778    |
| 30. Sep. 1778          | Franz von und zu Lehrbach                         |                      | Maria Theresia  | Karl Theodor           | 1. März 1795     |
| 12. Mai 1795           | Joseph Johann von Seilern                         |                      | Franz II.       | Karl Theodor           | 6. Aug. 1801     |
| 9. Sep. 1801           | Johann Rudolf von Buol-Schauenstein               |                      | Franz II.       | Maximilian I. Joseph   | 8. Sep. 1805     |
| 1801                   | Unterbrechung der Beziehungen                     |                      | Franz II.       | Maximilian I. Joseph   | 19. Feb. 1807    |
| 19. Feb. 1807          | Friedrich Lothar von Stadion                      |                      | Franz II.       | Maximilian I. Joseph   | 9. März 1809     |
| 1807                   | Unterbrechung der Beziehungen                     |                      | Franz II.       | Maximilian I. Joseph   | 25. März 1811    |
| 25. März 1811          | Johann von Wessenberg                             |                      | Franz II.       | Maximilian I. Joseph   | 12. Aug. 1813    |
| 1811                   | Unterbrechung der Beziehungen                     |                      | Franz II.       | Maximilian I. Joseph   | 16. Okt. 1813    |
| 16. Okt. 1813          | Karl von Hruby                                    | Gesandter            | Franz II.       | Maximilian I. Joseph   | 25. März 1818    |
| 25. März 1818          | Johann von Wessenberg                             |                      | Franz II.       | Maximilian I. Joseph   | 24. Juni 1820    |
| 27. Juni 1820          | Josef zu Trauttmansdorff-Weinsberg                |                      | Franz II.       | Maximilian I. Joseph   | 11. Mai 1827     |
| 6. Nov. 1827           | Kaspar von Spiegel                                |                      | Franz II.       | Ludwig I.              | 6. Jan. 1837     |
| 5. Apr. 1837           | Franz de Paula von Colloredo-Wallsee              |                      | Ferdinand I.    | Ludwig I.              | 31. Okt. 1842    |
| 1837                   | Theodor von Kast                                  | Gesandter            | Ferdinand I.    | Ludwig I.              |                  |
| 22. Dez. 1843          | Ludwig Senfft von Pilsach                         |                      | Ferdinand I.    | Ludwig I.              | 3. Dez. 1847     |
| Feb. 1843              | Adolph von Brenner-Felsach                        | Gesandter            | Ferdinand I.    | Ludwig I.              |                  |
| 7. März 1856           | Friedrich von Thun und Hohenstein                 |                      | Franz Joseph I. | Maximilian II. Joseph  | 29. Apr. 1850    |
| 5. Mai 1850            | Valentin von Esterhàzy                            |                      | Franz Joseph I. | Maximilian II. Joseph  | 5. Nov. 1853     |
| 10. Dez. 1853          | Rudolph Apponyi von Nagy-Appony                   |                      | Franz Joseph I. | Maximilian II. Joseph  | 7. März 1856     |
| 8. März 1856           | Edmund von Hartig                                 |                      | Franz Joseph I. | Maximilian II. Joseph  | 28. Mai 1859     |
| 28. Mai 1859           | Alexander von Schönburg-Hartenstein               | 1826–1896            | Franz Joseph I. | Maximilian II. Joseph  | 17. Dez. 1863    |
| 17. Dez. 1863          | Gustav von Blome                                  | 1829–1906            | Franz Joseph I. | Maximilian II. Joseph  | 16. Dez. 1866    |
| 16. Dez. 1866          | Ferdinand von Trauttmansdorff-Weinsberg           | 1825–1896            | Franz Joseph I. | Ludwig II.             | 19. Sep. 1868    |
| 21. Okt. 1868          | Friedrich von Ingelheim                           |                      | Franz Joseph I. | Ludwig II.             | 25. März 1870    |
| 4. Mai 1870            | Karl Ludwig von Bruck                             | 1830–1902            | Franz Joseph I. | Ludwig II.             | 7. Dez. 1886     |
| 12. Jan. 1887          | Franz Deym von Střítež                            |                      | Franz Joseph I. | Luitpold von Bayern    | 18. Okt. 1888    |
| 28. Okt. 1888          | Nikolaus von Wrede                                | 1837–1909            | Franz Joseph I. | Luitpold von Bayern    | 1896             |
| 1896                   | Theodor Zichy von Zich und von Vásonykeö          | 1847–1927            | Franz Joseph I. | Luitpold von Bayern    | 24. Juni 1905    |
| 10. Sep. 1905          | Ludwig Vélics von Làszlôfalva                     |                      | Franz Joseph I. | Luitpold von Bayern    | 4. Jan. 1917     |
| 24. Jan. 1917          | Johann Douglas Thurn und Valsássina-Como-Vercelli |                      | Karl I.         | Ludwig III.            | 11. Nov. 1918    |

Quelle